# Nayef Aguerd
Nayef Aguerd (in arabo نايف أغرد‎?; Kenitra, 30 marzo 1996) è un calciatore marocchino, difensore del West Ham Utd e della nazionale marocchina.

## Caratteristiche tecniche
È un difensore centrale mancino forte fisicamente,abile nei duelli aerei e in marcatura.

## Carriera

### Club

#### Giovanili e il trasferimento in Francia
Inizia la sua carriera nel FUS Rabat, dove colleziona 69 presenze segnando 6 reti. Il 12 giugno 2018 viene comprato dai francesi del Digione. L'esperienza al club francese è positiva colleziona 29 presenze segnando 4 goal.

#### Rennes
Il 14 agosto 2020 viene acquistato dal Rennes, che nel 2020-2021 disputa la Champions League, firmando un contratto fino al 2024.

#### West Ham
Il 20 giugno 2022 viene acquistato dal West Ham Utd per 35 milioni di euro, con cui stipula un contratto di 5 anni. Scende in campo da titolare riuscendo a contribuire alla vittoria della Conference League nella stagione 2022-2023 contro la Fiorentina.

#### Prestito alla Real Sociedad
Il 30 agosto 2024 viene acquistato dalla Real Sociedad.

### Nazionale
Ha esordito con la nazionale marocchina il 31 agosto 2016 in occasione dell'amichevole pareggiata 0-0 contro l'Albania; è stato convocato per la Coppa delle nazioni africane 2021.
Nel novembre del 2022, è stato convocato dal CT Walid Regragui per disputare la fase finale dei Mondiali in Qatar, in cui ha registrato quattro presenze, tutte da titolare, con il Marocco capace di concludere il torneo al quarto posto. In seguito al risultato storico ottenuto, nel dicembre successivo Aguerd e il resto della rosa marocchina sono stati insigniti dell'Ordine del Trono durante un ricevimento al Palazzo Reale di Rabat.

## Statistiche

### Presenze e reti nei club
Statistiche aggiornate al 9 febbraio 2025
| Stagione        | Squadra         | Campionato      | Campionato | Campionato | Coppe nazionali | Coppe nazionali | Coppe nazionali | Coppe continentali | Coppe continentali | Coppe continentali | Altre coppe | Altre coppe | Altre coppe | Totale | Totale | Totale |
| Stagione        | Squadra         | Comp            | Pres       | Reti       | Comp            | Pres            | Reti            | Comp               | Pres               | Reti               | Comp        | Pres        | Reti        | Pres   | Reti   |        |
| --------------- | --------------- | --------------- | ---------- | ---------- | --------------- | --------------- | --------------- | ------------------ | ------------------ | ------------------ | ----------- | ----------- | ----------- | ------ | ------ | ------ |
| 2015-2016       | FUS Rabat       | B1P             | 2          | 1          | CdT             | 0               | 0               | -                  | -                  | -                  |             |             |             | 2      | 1      |        |
| 2016-2017       | FUS Rabat       | B1P             | 2          | 2          | CdT             | 1               | 1               | CCF                | 1                  | 1                  |             |             |             | 4      | 4      |        |
| 2017-2018       | FUS Rabat       | B1P             | 1          | 0          | CdT             | 0               | 0               | -                  | -                  | -                  |             |             |             | 1      | 0      |        |
|                 |                 |                 | 5          | 3          |                 | 1               | 1               |                    | 1                  | 1                  |             |             |             | 7      | 5      |        |
| 2018-2019       | Digione         | L1              | 13         | 3          | CF+CdL          | 3+1             | 0+0             |                    |                    |                    | -           | -           | -           | 17     | 3      |        |
| 2019-2020       | Digione         | L1              | 11         | 1          | CF              | 0               | 0               |                    |                    |                    | -           | -           | -           | 11     | 1      |        |
|                 |                 |                 | 24         | 4          |                 | 4               | 0               |                    |                    |                    |             | -           | -           | 28     | 4      |        |
| 2020-2021       | Rennes          | L1              | 35         | 3          | CF              | 1               | 0               | UCL                | 4                  | 0                  | -           | -           | -           | 40     | 3      |        |
| 2021-2022       | Rennes          | L1              | 31         | 2          | CF              | 0               | 0               | UECL               | 9                  | 2                  | -           | -           | -           | 40     | 4      |        |
|                 |                 |                 | 66         | 5          |                 | 1               | 0               |                    | 13                 | 2                  |             | -           | -           | 80     | 7      |        |
| 2022-2023       | West Ham Utd    | PL              | 18         | 2          | FACup+CdL       | 3+1             | 0+0             | UECL               | 8                  | 0                  |             |             |             | 30     | 2      |        |
| 2023-2024       | West Ham Utd    | PL              | 21         | 1          | FACup+CdL       | 0+1             | 0+0             | UEL                | 6                  | 1                  | -           | -           | -           | 28     | 2      |        |
| Totale West Ham | Totale West Ham | Totale West Ham | 39         | 3          |                 | 5               | 0               |                    | 14                 | 1                  |             |             |             | 58     | 4      |        |
| 2024-2025       | Real Sociedad   | PD              | 17         | 0          | CR              | 2               | 0               | UEL                | 7                  | 0                  | -           | -           | -           | 26     | 0      |        |
| Totale carriera | Totale carriera | Totale carriera | 152        | 15         |                 | 13              | 1               |                    | 35                 | 4                  |             |             |             | 210    | 20     |        |

### Cronologia presenze e reti in nazionale
| Cronologia completa delle presenze e delle reti in nazionale ― Marocco | Cronologia completa delle presenze e delle reti in nazionale ― Marocco | Cronologia completa delle presenze e delle reti in nazionale ― Marocco | Cronologia completa delle presenze e delle reti in nazionale ― Marocco | Cronologia completa delle presenze e delle reti in nazionale ― Marocco | Cronologia completa delle presenze e delle reti in nazionale ― Marocco | Cronologia completa delle presenze e delle reti in nazionale ― Marocco | Cronologia completa delle presenze e delle reti in nazionale ― Marocco |
| Data                                                                   | Città                                                                  | In casa                                                                | Risultato                                                              | Ospiti                                                                 | Competizione                                                           | Reti                                                                   | Note                                                                   |
| ---------------------------------------------------------------------- | ---------------------------------------------------------------------- | ---------------------------------------------------------------------- | ---------------------------------------------------------------------- | ---------------------------------------------------------------------- | ---------------------------------------------------------------------- | ---------------------------------------------------------------------- | ---------------------------------------------------------------------- |
| 31-8-2016                                                              | Scutari                                                                | Albania                                                                | 0 – 0                                                                  | Marocco                                                                | Amichevole                                                             | -                                                                      | 90+2’                                                                  |
| 13-1-2018                                                              | Casablanca                                                             | Marocco                                                                | 4 – 0                                                                  | Mauritania                                                             | CHAN 2018                                                              | -                                                                      |                                                                        |
| 17-1-2018                                                              | Casablanca                                                             | Marocco                                                                | 3 – 1                                                                  | Guinea                                                                 | CHAN 2018                                                              | -                                                                      |                                                                        |
| 21-1-2018                                                              | Casablanca                                                             | Sudan                                                                  | 0 – 0                                                                  | Marocco                                                                | CHAN 2018                                                              | -                                                                      |                                                                        |
| 31-1-2018                                                              | Casablanca                                                             | Marocco                                                                | 3 – 1 dts                                                              | Libia                                                                  | CHAN 2018                                                              | -                                                                      | 105’                                                                   |
| 8-9-2018                                                               | Casablanca                                                             | Marocco                                                                | 3 – 0                                                                  | Malawi                                                                 | Qual. Coppa d'Africa 2019                                              | -                                                                      | 84’                                                                    |
| 16-10-2018                                                             | Mitsamiouli                                                            | Comore                                                                 | 2 – 2                                                                  | Marocco                                                                | Qual. Coppa d'Africa 2019                                              | -                                                                      |                                                                        |
| 17-11-2020                                                             | Douala                                                                 | Rep. Centrafricana                                                     | 0 – 2                                                                  | Marocco                                                                | Qual. Coppa d'Africa 2021                                              | -                                                                      | 90+3’                                                                  |
| 30-3-2021                                                              | Rabat                                                                  | Marocco                                                                | 1 – 0                                                                  | Burundi                                                                | Qual. Coppa d'Africa 2021                                              | -                                                                      |                                                                        |
| 8-6-2021                                                               | Rabat                                                                  | Marocco                                                                | 1 – 0                                                                  | Ghana                                                                  | Amichevole                                                             | -                                                                      |                                                                        |
| 2-9-2021                                                               | Rabat                                                                  | Marocco                                                                | 2 – 0                                                                  | Sudan                                                                  | Qual. Mondiali 2022                                                    | 1                                                                      |                                                                        |
| 6-10-2021                                                              | Rabat                                                                  | Marocco                                                                | 5 – 0                                                                  | Guinea-Bissau                                                          | Qual. Mondiali 2022                                                    | -                                                                      |                                                                        |
| 9-10-2021                                                              | Casablanca                                                             | Guinea-Bissau                                                          | 0 – 3                                                                  | Marocco                                                                | Qual. Mondiali 2022                                                    | -                                                                      |                                                                        |
| 12-10-2021                                                             | Rabat                                                                  | Guinea                                                                 | 1 – 4                                                                  | Marocco                                                                | Qual. Mondiali 2022                                                    | -                                                                      |                                                                        |
| 12-11-2021                                                             | Rabat                                                                  | Sudan                                                                  | 0 – 3                                                                  | Marocco                                                                | Qual. Mondiali 2022                                                    | -                                                                      |                                                                        |
| 16-11-2021                                                             | Rabat                                                                  | Marocco                                                                | 3 – 0                                                                  | Guinea                                                                 | Qual. Mondiali 2022                                                    | -                                                                      |                                                                        |
| 10-1-2022                                                              | Yaoundé                                                                | Marocco                                                                | 1 – 0                                                                  | Ghana                                                                  | Coppa d'Africa 2021 - 1º turno                                         | -                                                                      |                                                                        |
| 14-1-2022                                                              | Yaoundé                                                                | Marocco                                                                | 2 – 0                                                                  | Comore                                                                 | Coppa d'Africa 2021 - 1º turno                                         | -                                                                      |                                                                        |
| 18-1-2022                                                              | Yaoundé                                                                | Gabon                                                                  | 2 – 2                                                                  | Marocco                                                                | Coppa d'Africa 2021 - 1º turno                                         | -                                                                      | 81’ (aut.)                                                             |
| 25-1-2022                                                              | Yaoundé                                                                | Marocco                                                                | 2 – 1                                                                  | Malawi                                                                 | Coppa d'Africa 2021 - Ottavi di finale                                 | -                                                                      |                                                                        |
| 30-1-2022                                                              | Yaoundé                                                                | Egitto                                                                 | 2 – 1 dts                                                              | Marocco                                                                | Coppa d'Africa 2021 - Quarti di finale                                 | -                                                                      |                                                                        |
| 25-3-2022                                                              | Kinshasa                                                               | RD del Congo                                                           | 1 – 1                                                                  | Marocco                                                                | Qual. Mondiali 2022                                                    | -                                                                      | 15’                                                                    |
| 29-3-2022                                                              | Casablanca                                                             | Marocco                                                                | 4 – 1                                                                  | RD del Congo                                                           | Qual. Mondiali 2022                                                    | -                                                                      |                                                                        |
| 1-6-2022                                                               | Cincinnati                                                             | Stati Uniti                                                            | 3 – 0                                                                  | Marocco                                                                | Amichevole                                                             | -                                                                      |                                                                        |
| 9-6-2022                                                               | Rabat                                                                  | Marocco                                                                | 2 – 1                                                                  | Sudafrica                                                              | Qual. Coppa d'Africa 2023                                              | -                                                                      |                                                                        |
| 17-11-2022                                                             | Sharja                                                                 | Marocco                                                                | 3 – 0                                                                  | Georgia                                                                | Amichevole                                                             | -                                                                      |                                                                        |
| 23-11-2022                                                             | Al Khawr                                                               | Marocco                                                                | 0 – 0                                                                  | Croazia                                                                | Mondiali 2022 - 1º turno                                               | -                                                                      |                                                                        |
| 27-11-2022                                                             | Doha                                                                   | Belgio                                                                 | 0 – 2                                                                  | Marocco                                                                | Mondiali 2022 - 1º turno                                               | -                                                                      |                                                                        |
| 1-12-2022                                                              | Doha                                                                   | Canada                                                                 | 1 – 2                                                                  | Marocco                                                                | Mondiali 2022 - 1º turno                                               | -                                                                      | [ 15 ]                                                                 |
| 6-12-2022                                                              | Al Rayyan                                                              | Marocco                                                                | 0 – 0 dts (3 – 0 dtr)                                                  | Spagna                                                                 | Mondiali 2022 - Ottavi di finale                                       | -                                                                      | 84’                                                                    |
| 25-3-2023                                                              | Tangeri                                                                | Marocco                                                                | 2 – 1                                                                  | Brasile                                                                | Amichevole                                                             | -                                                                      |                                                                        |
| 28-3-2023                                                              | Madrid                                                                 | Marocco                                                                | 0 – 0                                                                  | Perù                                                                   | Amichevole                                                             | -                                                                      |                                                                        |
| 12-6-2023                                                              | Rabat                                                                  | Marocco                                                                | 0 – 0                                                                  | Capo Verde                                                             | Amichevole                                                             | -                                                                      |                                                                        |
| 17-6-2023                                                              | Durban                                                                 | Sudafrica                                                              | 2 – 1                                                                  | Marocco                                                                | Qual. Coppa d'Africa 2023                                              | -                                                                      |                                                                        |
| 12-9-2023                                                              | Lens                                                                   | Marocco                                                                | 1 – 0                                                                  | Burkina Faso                                                           | Amichevole                                                             | -                                                                      |                                                                        |
| 14-10-2023                                                             | Abidjan                                                                | Costa d'Avorio                                                         | 1 – 1                                                                  | Marocco                                                                | Amichevole                                                             | -                                                                      |                                                                        |
| 17-10-2023                                                             | Agadir                                                                 | Marocco                                                                | 3 – 0                                                                  | Liberia                                                                | Qual. Coppa d'Africa 2023                                              | -                                                                      | 6’                                                                     |
| 21-11-2023                                                             | Dar es Salaam                                                          | Tanzania                                                               | 0 – 2                                                                  | Marocco                                                                | Qual. Mondiali 2026                                                    | -                                                                      |                                                                        |
| 11-1-2024                                                              | Rabat                                                                  | Marocco                                                                | 3 – 1                                                                  | Sierra Leone                                                           | Amichevole                                                             | -                                                                      |                                                                        |
| 17-1-2024                                                              | San-Pédro                                                              | Marocco                                                                | 3 – 0                                                                  | Tanzania                                                               | Coppa d'Africa 2023 - 1º turno                                         | -                                                                      |                                                                        |
| 21-1-2024                                                              | San-Pédro                                                              | Marocco                                                                | 1 – 1                                                                  | RD del Congo                                                           | Coppa d'Africa 2023 - 1º turno                                         | -                                                                      |                                                                        |
| 24-1-2024                                                              | San-Pédro                                                              | Zambia                                                                 | 0 – 1                                                                  | Marocco                                                                | Coppa d'Africa 2023 - 1º turno                                         | -                                                                      |                                                                        |
| 30-1-2024                                                              | San-Pédro                                                              | Marocco                                                                | 0 – 2                                                                  | Sudafrica                                                              | Coppa d'Africa 2023 - Ottavi di finale                                 | -                                                                      |                                                                        |
| 22-3-2024                                                              | Agadir                                                                 | Marocco                                                                | 1 – 0                                                                  | Angola                                                                 | Amichevole                                                             | -                                                                      |                                                                        |
| 26-3-2024                                                              | Agadir                                                                 | Marocco                                                                | 0 – 0                                                                  | Mauritania                                                             | Amichevole                                                             | -                                                                      |                                                                        |
| 7-6-2024                                                               | Agadir                                                                 | Marocco                                                                | 2 – 1                                                                  | Zambia                                                                 | Qual. Mondiali 2026                                                    | -                                                                      |                                                                        |
| 11-6-2024                                                              | Agadir                                                                 | Marocco                                                                | 6 – 0                                                                  | Rep. del Congo                                                         | Qual. Mondiali 2026                                                    | -                                                                      |                                                                        |
| 6-9-2024                                                               | Agadir                                                                 | Marocco                                                                | 4 – 1                                                                  | Gabon                                                                  | Qual. Coppa d'Africa 2025                                              | -                                                                      |                                                                        |
| 9-9-2024                                                               | Agadir                                                                 | Lesotho                                                                | 0 – 1                                                                  | Marocco                                                                | Qual. Coppa d'Africa 2025                                              | -                                                                      |                                                                        |
| 12-10-2024                                                             | Oujda                                                                  | Marocco                                                                | 5 – 0                                                                  | Rep. Centrafricana                                                     | Qual. Coppa d'Africa 2025                                              | -                                                                      | 66’                                                                    |
| 15-10-2024                                                             | Oujda                                                                  | Rep. Centrafricana                                                     | 0 – 4                                                                  | Marocco                                                                | Qual. Coppa d'Africa 2025                                              | -                                                                      | 81’                                                                    |
| 15-11-2024                                                             | Franceville                                                            | Gabon                                                                  | 1 – 5                                                                  | Marocco                                                                | Qual. Coppa d'Africa 2025                                              | -                                                                      |                                                                        |
| 19-11-2024                                                             | Oujda                                                                  | Marocco                                                                | 7 – 0                                                                  | Lesotho                                                                | Qual. Coppa d'Africa 2025                                              | -                                                                      |                                                                        |
| 21-3-2025                                                              | Oujda                                                                  | Niger                                                                  | 1 – 2                                                                  | Marocco                                                                | Qual. Mondiali 2026                                                    | -                                                                      |                                                                        |
| 25-3-2025                                                              | Oujda                                                                  | Marocco                                                                | 2 – 0                                                                  | Tanzania                                                               | Qual. Mondiali 2026                                                    | 1                                                                      |                                                                        |
| Totale                                                                 |                                                                        | Presenze                                                               | 55                                                                     |                                                                        | Reti                                                                   | 2                                                                      |                                                                        |

## Palmarès

### Club

#### Competizioni nazionali
- Campionato marocchino: 1

Fus Rabat: 2015-2016
- Coppa del Marocco: 1

Fus Rabat: 2013-2014

#### Competizioni internazionali
- UEFA Conference League: 1

West Ham: 2022-2023
- Campionato delle nazioni africane: 1

Marocco: 2018

### Individuale
- Squadra della stagione della UEFA Europa Conference League: 1

2022-2023